# Municipio de Saltillo
El municipio de Saltillo es uno de los 38 municipios en que se divide el estado mexicano de Coahuila de Zaragoza, se encuentra localizado en el extremo sureste del territorio estatal, su nombre es la ciudad de Saltillo y es la capital del estado.
A nivel nacional es el séptimo municipio con más PIB de México, con una aportación de 681,036 millones de pesos en (2024), por delante de municipios como Zapopan o Querétaro.

## Geografía
El municipio de Saltillo se encuentra localizado en el extremo sureste del estado de Coahuila y en los límites con los estados de Nuevo León y Zacatecas, tiene una extensión territorial de 6 837 kilómetros cuadrados que equivalen al 4.51% de la extensión total de Coahuila, sus coordenadas geográficas extremas son 24° 33' - 25° 32' de latitud norte y 100° 44' - 101° 38' de longitud oeste y su altitud fluctúa entre un máximo de 2 000 y un mínimo de 400 metros sobre el nivel del mar.
Sus límites corresponden al noreste al municipio de Arteaga, al norte al municipio de Ramos Arizpe, al noroeste al municipio de General Cepeda y al oeste al municipio de Parras; al sur limita con el estado de Zacatecas, en particular con el municipio de Mazapil y el municipio de El Salvador, al este el límite corresponde al estado de Nuevo León y al municipio de Galeana.

### Municipios adyacentes
- Municipio de General Cepeda (norte)
- Municipio de Ramos Arizpe (norte)
- Municipio de Arteaga (este)
- Municipio de Galeana, Nuevo León (este)
- Municipio de Mazapil, Zacatecas (sur)
- Municipio de Concepción del Oro, Zacatecas (sur)
- Municipio de El Salvador, Zacatecas (sur)
- Municipio de Mazapil, Zacatecas (sur)
- Municipio de Parras (oeste)

### Carreteras principales
- Carretera Federal 40
- Carretera Federal 40D
- Carretera Federal 54
- Carretera Federal 57
- Carretera Federal 57D

## Demografía
De acuerdo con los resultados del Censo de Población y Vivienda de 2020 realizado por el Instituto Nacional de Estadística y Geografía, la población total del municipio de Saltillo asciende a 879 958 personas, de las que 437 792 son hombres y 442 166 son mujeres.

### Localidades
En el Censo de 2020 el municipio de Matamoros contaba con 305 localidades.
| Código INEGI      | Localidad               | Población (2020) |
| ----------------- | ----------------------- | ---------------- |
| 050300001         | Saltillo                | 864 431          |
| 050300073         | Agua Nueva              | 1 566            |
| 050300214         | San Juan de la Vaquería | 1 330            |
| Otras localidades | Otras localidades       | 12 631           |
| Total municipal   | Total municipal         | 879 958          |

## Política
El municipio de Saltillo es gobernado, como todos los municipios de México, por su ayuntamiento; éste es electo mediante voto popular, universal, directo y secreto para un periodo de cuatro años que no es renovable para el mandado inmediato posterior, pero si de forma no continua. El ayuntamiento está integrado por el presidente municipal, un síndico y el cabildo conformado por dieciséis regidores, de los que diez son electos por mayoría relativa y seis por el principio de representación proporcional, todos ellos entran a ejercer su cargo el día 1 de enero del año siguiente al que se realizó su elección.

### Subdivisión administrativa
Para su régimen interno, el municipio de Saltillo cuenta con diez jueces conciliadores en igual número de comunidades y los cuales son designados por el Ayuntamiento, son abogados consultores que desarrollan la función de conciliación testimonial.

### Representación legislativa
Para la división territorial es distritos electorales donde son electos los diputados locales y federales, el municipio de Saltillo se encuentra dividido de la siguiente manera:
Local:
- I Distrito Electoral Local de Coahuila con cabecera en la ciudad de Saltillo.
- II Distrito Electoral Local de Coahuila con cabecera en la ciudad de Saltillo.
- III Distrito Electoral Local de Coahuila con cabecera en la ciudad de Saltillo.
- IV Distrito Electoral Local de Coahuila con cabecera en la ciudad de Saltillo.

Federal:
- IV Distrito Electoral Federal de Coahuila con cabecera en la ciudad de Saltillo.
- VII Distrito Electoral Federal de Coahuila con cabecera en la ciudad de Saltillo.

### Ayuntamiento
El Ayuntamiento es el depositario de la máxima potestad de gobierno y administración pública del Municipio de Saltillo. Se integra por un Alcalde, un Síndico de mayoría, un Síndico de primera minoría o de vigilancia, once Regidores de mayoría relativa y seis Regidores plurinominales. Cada administración tiene un periodo de 3 años. El actual ayuntamiento entró en funciones el 1 de enero de 2022 y permanecerá hasta el 31 de diciembre de 2024. Se conforma de la siguiente forma:
| Nombre                            | Cargo                 | Partido |
| --------------------------------- | --------------------- | ------- |
| José María Fraustro Siller        | Alcalde               |         |
| Ma. Mayela Hernández Valdés       | Síndico de Mayoría    |         |
| Amparo Espinosa González          | Síndico de Vigilancia |         |
| Julián Eduardo Medrano Aguirre    | 1° Regidor            |         |
| Lucía del Carmen Dávila Flores    | 2° Regidor            |         |
| Hugo Alberto Rábago Mar           | 3° Regidor            |         |
| María de Jesús Martínez López     | 4° Regidor            |         |
| Andrea Avilés Aguirre             | 5° Regidor            |         |
| María Guadalupe Olguín Romero     | 6° Regidor            |         |
| Rodrigo Hernández González        | 7° Regidor            |         |
| María del Mar Arroyo Peart        | 8° Regidor            |         |
| José Alberto Morales Núñez        | 9° Regidor            |         |
| Socorro Guevara Garza             | 10° Regidor           |         |
| Manuel Jaime Castillo Garza       | 11° Regidor           |         |
| Raúl Mario Yeverino García        | 12° Regidor           |         |
| Braulio Enrique Medina de la Rosa | 13° Regidor           |         |
| Guadalupe Herrera Mendoza         | 14° Regidor           |         |
| Jorge Alberto Leyva García        | 15° Regidor           |         |
| Juana Lidia Torres Valdés         | 16° Regidor           |         |
| Martha del Ángel Hernández        | 17° Regidor           |         |

### Presidentes municipales
| Nombre                            | Periodo   | Partido | Elecciones |
| --------------------------------- | --------- | ------- | ---------- |
| Jesús R. González                 | 1966-1969 |         | 1966       |
| Arturo Berrueto González          | 1969-1972 |         | 1969       |
| Luis Horacio Salinas Aguilera     | 1972-1975 |         | 1972       |
| Juan Pablo Rodríguez Galindo      | 1975-1978 |         | 1975       |
| Enrique Martínez y Martínez       | 1978-1981 |         | 1978       |
| Mario Eulalio Gutiérrez Talamás   | 1981-1984 |         | 1981       |
| Carlos de la Peña Ramos           | 1984-1987 |         | 1984       |
| Eleazar Galindo Vara              | 1987-1990 |         | 1987       |
| Mario Eulalio Gutiérrez Talamás   | 1990      |         | -          |
| Rosendo Villarreal Dávila         | 1990-1993 |         | 1990       |
| Bibiano Berlanga Castro           | 1993      |         | -          |
| Miguel Arizpe Jiménez             | 1993-1996 |         | 1993       |
| Manuel López Villarreal           | 1996-1999 |         | 1996       |
| Óscar Pimentel González           | 1999-2002 |         | 1999       |
| Humberto Moreira Valdez           | 2002-2005 |         | 2002       |
| Ismael Eugenio Ramos Flores       | 2005      |         | -          |
| Fernando de las Fuentes Hernández | 2005-2008 |         | 2005       |
| Jorge Torres López                | 2008-2009 |         | -          |
| Jericó Abramo Masso               | 2009-2013 |         | 2009       |
| Isidro López Villarreal           | 2013-2017 |         | 2013       |
| Manolo Jiménez Salinas            | 2017-2021 |         | 2017       |
| José María Fraustro Siller        | 2021-2024 |         | 2021       |
| Javier Díaz González              | 2024-2027 |         | 2024       |